# Wilfried Pflughaupt

Wilfried Pflughaupt
1949 in Bad Klosterlausnitz

Wilfried Pflughaupt (* 17. September 1930 in Wittenberge; † 28. April 1958 in Bremen) war ein deutscher Schachkomponist.

## Schachkomposition
Obwohl Pflughaupt nur 27 Jahre alt wurde, komponierte er über 200 Aufgaben, vorwiegend Mehrzüger, aber auch Selbstmatts. Etwa 20 mal wurden seine Werke mit dem ersten Preis ausgezeichnet.
|   | a | b | c | d | e | f | g | h |   |
| 8 |   |   |   |   |   |   |   |   | 8 |
| 7 |   |   |   |   |   |   |   |   | 7 |
| 6 |   |   |   |   |   |   |   |   | 6 |
| 5 |   |   |   |   |   |   |   |   | 5 |
| 4 |   |   |   |   |   |   |   |   | 4 |
| 3 |   |   |   |   |   |   |   |   | 3 |
| 2 |   |   |   |   |   |   |   |   | 2 |
| 1 |   |   |   |   |   |   |   |   | 1 |
|   | a | b | c | d | e | f | g | h |   |

Lösung:
Weiß muss versuchen, seinen König von der 8. Reihe wegzuziehen und so matt zu setzen.
1. Kf8 (droht Kxe7 matt) Te1

2. Le6 Te1xe6

3. Kg8 Th6

4. Kxg7 matt
Auf 3. … Dh4 folgt 4. Kxf7 matt.
Der Zug 2. Le2 scheitert an Df6.

## Turnierschach

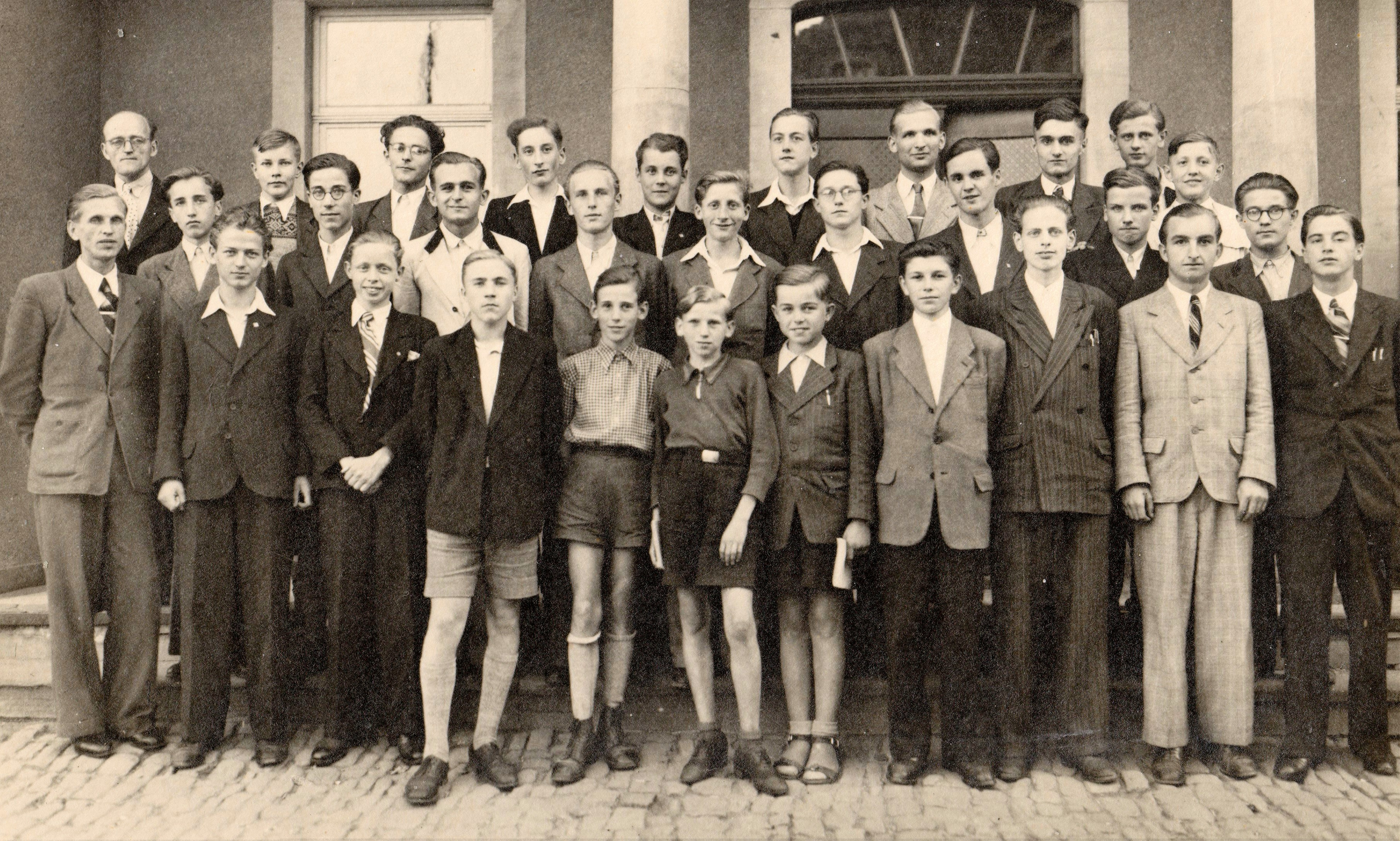
Gruppenfoto Bad Klosterlausnitz 1949, Wilfried Pflughaupt (4. in letzter Reihe)

Auch im praktischen Spiel erreichte er eine passable Stärke. Er war Mitglied im Berliner Verein SK Turm. 1949 belegte er bei der Deutschen Jugendmeisterschaft (Ost) in Bad Klosterlausnitz einen geteilten dritten Platz.
1952 nahm er an der Endrunde der Berliner Meisterschaft teil, wurde allerdings nur Vorletzter. 1955 gewann er die Meisterschaft von Münsterland.

## Privat
Von 1949 bis 1953 studierte Pflughaupt in Berlin Pädagogik und Mathematik. In seiner Examensarbeit Über die Wertberechnung von Spielen beschäftigte er sich auch mit Wertungssystemen bei Punktgleichheit. Ab 1953 arbeitete er als Lehrer in Münster, später zog er nach Bremen.